# Schiedsstelle für Arbeitsrecht
Schiedsstellen für Arbeitsrecht waren ab 1990 im Beitrittsgebiet übergangsweise Schiedsstellen im Bereich der Arbeitsgerichtsbarkeit.

## Situation in der DDR
In der DDR waren 1963 die Arbeitsgerichte abgeschafft worden. Arbeitsrechtliche Fragen wurden durch Kammern für Arbeitsrecht an den Kreisgerichten geschaffen worden. Die überwiegende Mehrzahl der arbeitsrechtlichen Konflikte wurden aber bereits vor dem gerichtlichen Verfahren in den Konfliktkommissionen erledigt. 1989 wurden in der ganzen DDR nur 13.521 arbeitsrechtliche Fälle von den Kreisgerichten bearbeitet (allein in Nordrhein-Westfalen waren es in diesem Jahr 86.062 Fälle). Hinzu kam, dass es aufgrund des Arbeitskräftemangels in der DDR nahezu keine betriebsbedingten Kündigungen (und damit verbundene Klagen) gab.

## Im Einigungsprozess
Nachdem die erste freie Volkskammerwahl 1990 eine Mehrheit der Parteien ergeben hatte, die eine Wiedervereinigung anstrebten, wurden Gespräche zwischen beiden deutschen Staaten über eine künftige Regelung der Arbeitsgerichtsbarkeit geführt. Konsens bestand darin, dass in der DDR eine organisatorisch selbstständige Arbeitsgerichtsbarkeit notwendig war. Bezüglich der Konfliktkommissionen hielten die Vertreter der DDR diese für ein sinnvolles Modell, in Westdeutschland kannte man diese nicht und sah sie im Bezug auf die Einheitlichkeit der Justiz in Deutschland als problematisch an. Konsens bestand wiederum darin, die Konfliktkommissionen aus der Kontrolle durch die SED zu befreien und durch unabhängige Institutionen zu ersetzen. 
Der erste Staatsvertrag vom 18. Mai 1990 griff diesen Diskussionsstand in Artikel 6 Absatz 3 auf. Darin verpflichtete sich die DDR, eine organisatorisch selbstständige Arbeitsgerichtsbarkeit aufzubauen und neutrale betriebliche Schiedsstellen für Arbeitsrecht zu schaffen.
Für die weitere Umsetzung wurde insbesondere die Annahme diskutiert, dass die arbeitsrechtlichen Fälle in den Folgejahren bedingt durch den Umbau der Wirtschaft zu einer Marktwirtschaft außerordentlich stark zunehmen würde: Da breite Teile der DDR-Unternehmen nicht wettbewerbsfähig waren, erwartete man einen deutlichen Arbeitsplatzabbau. Auch dort, wo die Arbeitsplätze erhalten blieben, würden oft Qualifikation und Anforderungen nicht mehr passen und insbesondere die systemnahen Beschäftigten gegen Kündigungen rechtlich vorgehen würden. Entsprechend war die Entlastung der künftigen Arbeitsgerichte von hoher Bedeutung.
Die Volkskammer verabschiedete daher das Gesetz über die Errichtung und das Verfahren der Schiedsstellen für Arbeitsrecht (SchiedsG) vom 29. Juni 1990. Es trat zum 1. Juli 1990 in Kraft. Die Schiedsstellen für Arbeitsrecht knüpften an den Konfliktkommission an, unterschieden sich aber insbesondere in der Unabhängigkeit der Mitglieder von diesen. Die Belegschaft (Betriebsrat oder Betriebsversammlung) und Geschäftsleitung benannten jeweils einen Beisitzer der Schiedsstelle. Diese einigten sich dann auf einen neutralen Vorsitzenden. Das Mitglied der Schiedsstelle genoss Kündigungsschutz um die Unabhängigkeit zu sicheren. Die bisherige Benennung durch den FDGB und die Aufsicht durch die Staatsanwaltschaft wurden beseitigt.
Gegen die Entscheidungen der Schiedsstellen konnten die staatlichen Gerichte angerufen werden, vor einer Zwangsvollstreckung des Schiedsspruchs bedurfte es der Erklärung des Kreisgerichtes auf Vollstreckbarkeit. Die Zuständigkeit der Schiedsstellen waren alle Fragen des Arbeitsverhältnisses außer Konflikten der Tarifpartner in Bezug auf Tarifverträge, Konflikte von Arbeitnehmern untereinander und solchen aus dem Betriebsverfassungsgesetz.
Schiedsstellen konnten in Betrieben mit mehr als 50 Mitarbeitern gebildet werden (in größeren Unternehmen auch mehrere). Grundsätzlich mussten zunächst die Schiedsstellen angerufen werden, bevor eine Klage bei staatlichen Gerichten möglich war. Ausnahmen waren die Fälle, dass im Betrieb keine Schiedsstelle bestand, diese nicht innerhalb von 2 Monaten entscheiden hatte oder das der Mitarbeiter den Betrieb verlassen hatte.
Der Einigungsvertrag regelte die Weitergeltung des SchiedsG für die neuen Länder bis auf Ost-Berlin.

## Wirkung
Es wurden nur verhältnismäßig wenig Schiedsstellen eingerichtet, die erhoffte Entlastungswirkung blieb gering. Die Arbeit der Schiedsstellen wurde kontrovers diskutiert. Belastend wurde die Nähe zu den früheren Konfliktkommission gesehen, positiv die schnelle und einfache Bearbeitung einfacher Fälle. Das Bundesministerium für Arbeit und Soziales beauftragte 1992 zwei Forschungsinstitute, Gutachten über die Wirkung zu erstellen. Diese kamen zu dem Schluss, dass die negativen Bewertungen nur teilweise gerechtfertigt seien und rieten zu einer Fortsetzung der politischen Diskussion zu außergerichtlichen Konfliktlösungen im Arbeitsrecht.

## Aufhebung
Der Deutsche Bundestag beschloss am 20. Dezember 1991 die Auflösung des SchiedsG mit Wirkung zum 31. Dezember 1992 (wobei der Kündigungsschutz der Mitarbeiter erst zum 31. Dezember 1993 auslief), erlaubte den Ländern aber eine frühere Auflösung der Schiedsstellen. Das Land Brandenburg hob sie zum 18. Juli 1992 auf.
Als Gründe führte der Gesetzgeber auf:
- das der Staatsvertrag vom 18. Mai 1990 die Schiedsstellen als vorläufige Regelung bis zur Einrichtung einer funktionierenden Arbeitsgerichtsbarkeit vorgesehen habe und diese inzwischen bestünde
- die Rechtsprechung diese Regelung auch so interpretieren könne, dass die Schiedsstellen automatisch wegfallen, wenn die Arbeitsgerichtsbarkeit eingeführt sei und
- dass es im Sinne einer Einheitlichkeit des Justizsystems sinnvoll sei, in Ost und West ein einheitliches Verfahren zu haben.